# Punta Indio partido
Punta Indio egy partido Argentína középpontjától keletre, Buenos Aires tartományban. Székhelye Verónica.

## Népesség
A partido népessége a közelmúltban a következőképpen változott:
| Év   | Lakosság |
| ---- | -------- |
| 2001 | 9226     |
| 2010 | 9888     |